# ماوريتسيو بيلوسو
ماوريتسيو بيلوسو (بالإيطالية: Maurizio Peluso)‏ هو لاعب كرة قدم إيطالي في مركز الهجوم، ولد في 20 يونيو 1985 في تارانتو في إيطاليا. لعب مع US Poggibonsi ‏.

## وصلات خارجية
- ماوريتسيو بيلوسو على موقع قاعدة بيانات كرة القدم.إي يو (الإنجليزية)
- ماوريتسيو بيلوسو على موقع Soccerway.com (الإنجليزية)